# Renzo Fantazzi
Renzo Fantazzi (Modena, 21 settembre 1942 – Fanano, 23 luglio 2020) è stato un calciatore e allenatore di calcio italiano, di ruolo centrocampista.

## Carriera

### Giocatore

#### Club
Ha giocato in Serie A con il Catania, totalizzando 55 presenze e una rete nella massima serie. Ha esordito in Serie A nel Catania nella stagione 1964-1965, durante la quale collezionò 30 presenze e nessuna rete. In quella stagione il Catania terminò all'ottavo posto in classifica; nella quinta giornata è stata capolista solitaria. Nella stagione successiva conobbe meno gloria, nonostante abbia segnato la sua unica rete nel massimo campionato italiano contro il Cagliari (partita poi terminata con il punteggio di 2-1 per il Catania). La sua esperienza catanese si concluse assieme a quella dell'allenatore Carmelo Di Bella.

#### Nazionale
Nel 1964 partecipò ad una partita fra la Nazionale italiana e Malta, terminata con il punteggio di 2-0 per gli azzurri, valida per il torneo di qualificazione alle Olimpiadi.

### Allenatore
Ha allenato il Carpi in Serie D nella stagione 1975-1976, nella quale è subentrato in panchina a Giuliano Piovanelli.